# Єзерський Мілій Вікентійович
Мілій Вікентійович Єзерський (рос. Езерский Милий Викентьевич; *25 жовтня 1891, Заслав, нині Ізяслав, Хмельницька область — †10 квітня 1976, Москва) — російський прозаїк. Автор творів на історичні теми.

## Біографія
Брат В'ячеслава Єзерського. 1908 року закінчив гімназію у Вінниці. Учасник Громадянської війни в Росії.
Твори вперше надруковано 1923 року. На період до Другої світової війни припав основний етап у творчості письменника. Тоді з-під його пера з'явилися тетралогія «Влада і народ» (романи: «Брати Гракхи» — 1936, «Марій і Сулла» — 1937, «Тріумвіри» — 1939, «Кінець республіки» — 1940), «Сила землі» (1956), «Арістонік» (1937, перероблене видання 1953; ця історична повість для дітей була перекладена українською П. Моргаєнком і видана в Києві 1958 року), «Каменяр Нугрі» (1940).
На додачу Мілій Єзерський є автором циклу оповідань, романів та повістей про життя «північних народів» (ненців, комі, пермяків) Російської імперії і народності поморів, зокрема «Північ» (1928), «Самоїд» (1928), «Чудь білоока» (1929), «Душа Ямала» (1930), «Золота баба» (1931) і повісті «Дмитрій Донськой» (1941). У деяких джерелах йому приписується авторство роману «Тарас Шевченко» (1931), насправді написаного його братом В'ячеславом.
Проте сталінська пропаганда засуджувала письменника, закидаючи його творчості зокрема такі штампи: «надлишкову інтригу», «авантюризм змісту творів, притаманний буржуазній літературі»[джерело?]. Приписували Єзерському також надужиття словами і виразами античності, на противагу російським відповідникам.